# Meteorscatter

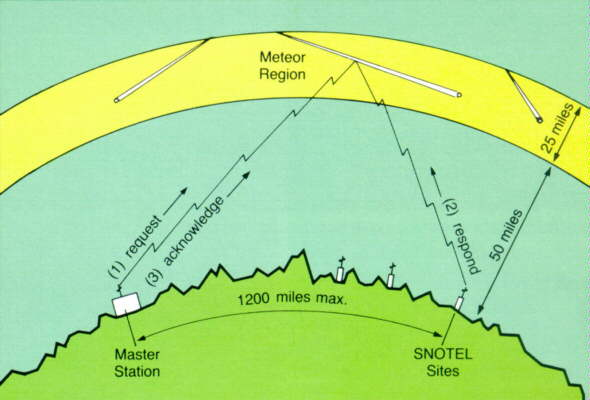
Grafische Darstellung der Kommunikation via Meteorscatter

Meteorscatter ist ein Verfahren zur Steigerung der Reichweite von Ultrakurzwellen mittels Reflexionen an den Spuren von verglühenden Meteoroiden in der Erdatmosphäre.

## Funktionsprinzip
Ultrakurzwellen haben eine quasioptische Ausbreitung. Durch die Erdkrümmung ist die Ausbreitung unter normalen Umständen ungefähr auf den sichtbaren Horizont begrenzt. Um trotzdem eine deutlich über den sichtbaren Horizont hinausgehende Reichweite zu erzielen, kann man die in der Erdatmosphäre verglühenden Meteore nutzen. Dabei werden die Ionisationsspuren von in die Erdatmosphäre eindringenden und verglühenden Meteoroiden als Reflektoren für die Funksignale verwendet. Objekte, die aus dem All in die Erdatmosphäre eintreten und ab einer Höhe von etwa 100 km verglühen, hinterlassen auf ihrer Bahn einen Ionisationskanal. Dieser ist sehr kurzlebig. Funkstrahlen, die auf diesen Ionisationskanal auftreffen, werden reflektiert. Die Reflexionsdauer kann von einigen Sekunden bis zu etwa zwei Minuten betragen und ist von der Frequenz abhängig. Darüber hinausgehende Verbindungen sind sehr selten. Es können bis zu 2500 km überbrückt werden.

## Geschichte
Die ersten Meteorscatter-Beobachtungen gehen auf die erste Hälfte des 20. Jahrhunderts zurück. Hantaro Nagaoka vom Forschungsinstitut für Physik und Chemie in Tokio beschrieb im Jahre 1929 erstmals Reflexionen von Funkwellen an Meteoritenspuren.
Eine erste praktische Anwendung von Meteorscatter erfolgte 1955 bis 1960 durch das JANET-Projekt in Kanada. Hier wurde zwischen Toronto und der kanadischen Provinz Saskatchewan eine Distanz von etwa 1000 km mittels Meteorscatter überbrückt. Die verwendete Trägerfrequenz betrug 90 MHz. Durch die aufkommende Nutzung von Kommunikations-Satelliten gegen Ende der 1960er Jahre verlor Meteorscatter als Übertragungsverfahren an Bedeutung.

## Kommerzielle Nutzung
Die kommerzielle Nutzung von Meteorscatter ist aktuell nicht weit verbreitet. Grundsätzlich ist Meteorscatter jedoch eine kostengünstige Alternative zur teuren Satellitenübertragung, wenn nur geringe Datenmengen übertragen werden müssen und eine deutliche Verzögerung bei der Übermittlung in Kauf genommen werden kann. So gibt es derzeit einige Anwendungen von Meteorscatter. Ein Beispiel hierfür ist das SNOTEL-Netzwerk des US-amerikanischen Landwirtschaftsministeriums. Hierbei handelt es sich um ein Netz von Wetterstationen, welche in den Rocky Mountains an zum Teil entlegenen Standorten fernab jeglicher Telekommunikations-Infrastruktur aufgebaut sind. Die Übermittlung der erfassten Messwerte erfolgt mittels Meteorscatter.

## Nutzung im Amateurfunkdienst

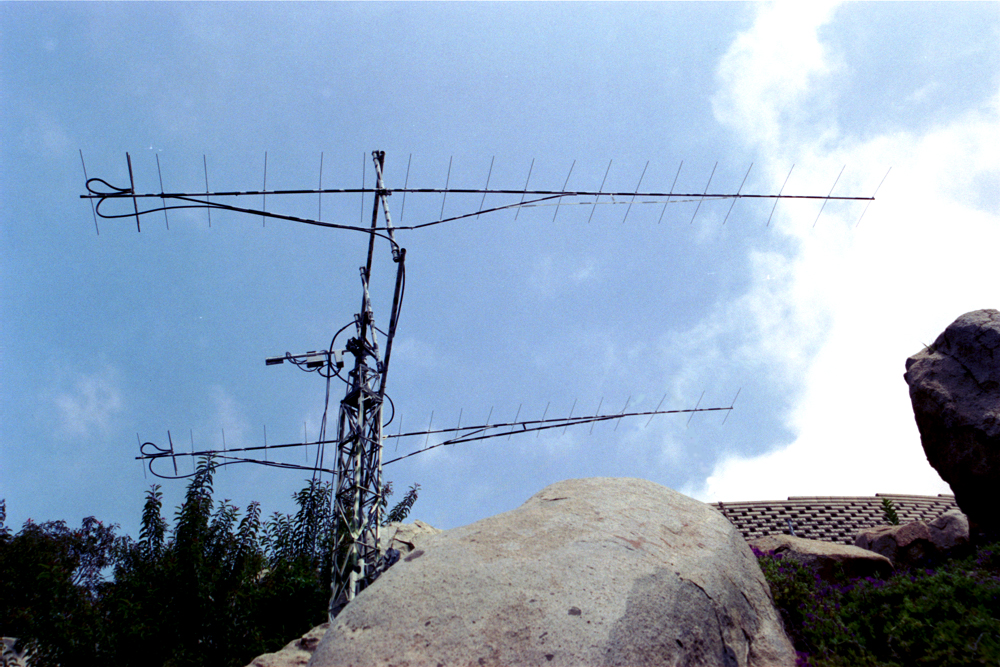
Amateurfunkantennen für 144 MHz

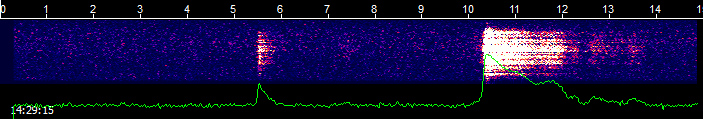
Die Aufzeichnung von MSK144-Signalen bei 50 MHz auf der 15 Sekunden langen Wasserfallspur

Gegenwärtig wird das Meteorscatter-Verfahren von Funkamateuren intensiv genutzt. Der Funkbetrieb über Meteorscatter findet hauptsächlich auf 144 MHz (2-Meter-Band) statt, seltener auf 50 MHz (6-Meter-Band) oder 432 MHz (70-cm-Band). Die Übertragung erfolgt primär mittels digitaler Betriebsarten wie MSK144, welche Teil von WSJT ist. Vorteilhaft an MSK144 ist unter anderem, dass mit sehr geringen Ausgangsleistungen und auch außerhalb von Meteorschauern Funkverbindungen ermöglicht werden.
Historisch wurde bei Meteorscatter vor allem Morsetelegrafie in sehr hoher Geschwindigkeit mit bis zu 1000 BpM verwendet. Diese wurde anfangs mit elektronischen Speichermorsetasten, später auch mit PCs gegeben. An die Empfänger wurden Tonbandgeräte angeschlossen, die mit hoher Geschwindigkeit aufnahmen. Nach dem Empfang der Pings (unter einer Sekunde) oder Bursts (gleich oder größer einer Sekunde), wie die Reflexionen genannt werden, ließ man die schnellen Aufnahmen wieder langsamer ablaufen und entzifferte dabei die Sendung. Das war sehr zeitaufwendig und setzte eine hohe Funkdisziplin beider Funkpartner voraus, weil immer zum genauen Zeitpunkt der eine mehrere Minuten senden und der andere empfangen musste. 